# Михайло Боцюрків
Майкл Боцюрків (англ. Michael Bociurkiw, також Майкл-Михайло; нар. 1962) — канадський журналіст українського походження. Речник спеціальної моніторингової місії ОБСЄ в Україні.

## Життєпис
Народився 1962 р. в Канаді в сім'ї відомого дослідника Української Греко-католицької церкви та діяча місцевої української діаспори Богдана Ростислава Боцюрківа. Внук діяча ЗУНР Іларіона Боцюрківа, брат мандрівного кобзаря Романа Боцюрківа та письменниці Марусі Боцюрків.
Михайло Боцюрків був членом редакції «Українського Тижневика», здобув диплом бакалавра з журналістики в Карлтон університеті в Оттаві. Студіював журналістику і політичні науки в університетах Джордж Вашінгтон у Вашінгтоні і в Колюмбії в Ню-Йорку. Він був президентом Союзу українських студентів Канади, працював на оттавській радіостанції. Член УНСоюзу.
Працював журналістом і експертом у соціальних ЗМІ в США і різних азійських країнах, а потім більше десяти років був членом і консультантом різних місій ООН. Від 2014 р. є речником Спеціальної моніторингової комісії ОБСЄ в Україні.